# 铜仁南站
铜仁南站（原名玉屏东站）是沪昆客运专线上的一个车站，位于中国贵州省铜仁市玉屏侗族自治县大龙镇一心村, 距铜仁市区约50公里。车站等级为地市级客运中间站，建设总投资为3.2亿元。该站于2015年5月4日验收，同年6月18日开通运营。

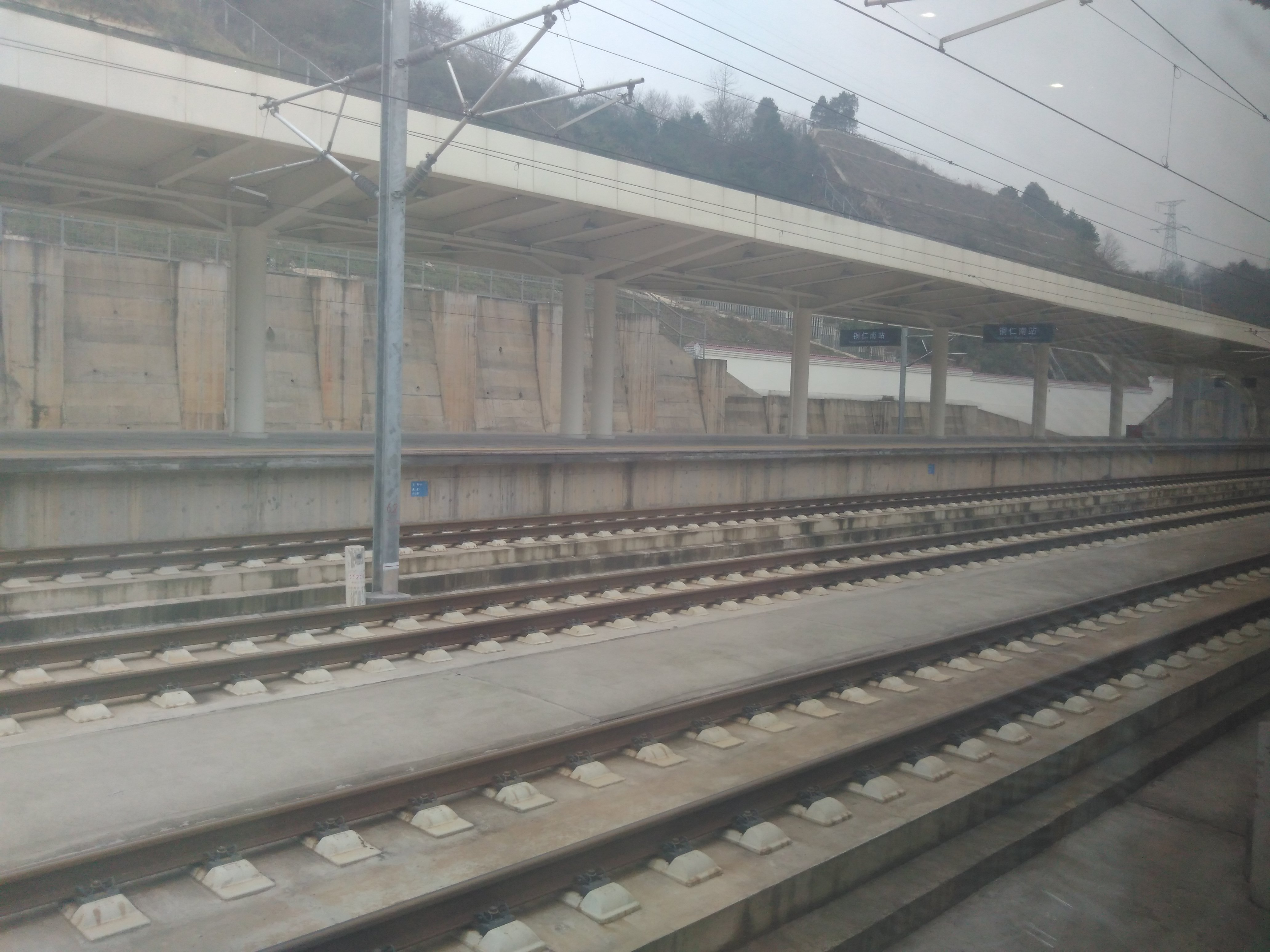
沪昆高铁铜仁南站

## 外部連結
- 中国铁路客户服务中心（页面存档备份，存于）